# Geotrygon
Geotrygon là một chi chim trong họ Columbidae.